# European Milk Board
Das European Milk Board (EMB) ist ein 2006 gegründeter Dachverband europäischer Milcherzeugerverbände.

## Verband
Der Verband repräsentiert 21 nationale und regionale Interessenverbände von Milchviehhaltern aus 16 europäischen Ländern. Sitz des EMB ist seit 2012 Brüssel, davor befand sich die Geschäftsführung in Hamm. Als Maskottchen dient die Kuh Faironika. Zum Vorsitzenden wurde 2022 der Däne Kjartan Poulsen gewählt.

### Mitgliedsverbände
- Belgien: Flemish Milk Board (FMB),[2] Milcherzeuger Interessengemeinschaft (MIG)[3]
- Dänemark: Landsforeningen af Danske Mælkeproducenter (LDM)[4]
- Deutschland: Arbeitsgemeinschaft bäuerliche Landwirtschaft (AbL), Bundesverband Deutscher Milchviehhalter (BDM)
- Frankreich: Organisation des producteurs de lait (OPL), Association des Producteurs de Lait Indépendants (APLI)
- Irland: Irish Milk and Cream Suppliers Association (IMCSA)
- Italien: APL della Pianura Padana
- Kroatien: Hrvatski savez udruga proizvođača mlijeka (HSUPM)
- Lettland: Lauksaimnieku organizaciju sadarbibas padome (LOSP)
- Litauen: Lietuvos pieno gamintoju asociacijos (LPGA)
- Luxemburg: Lëtzebuerger Mëllechbaueren
- Niederlande: Dutch Dairymen Board (DDB),[5] Nederlandse Melkveehouders Vakbond
- Norwegen: Bondesolidaritet
- Portugal: Associação dos produtores de leite de Portugal (APROLEP)
- Schweden: Sveriges Mjölkbönder
- Schweiz: Bäuerliche Interessengruppe für Marktkampf (BIG-M), Uniterre
- Spanien: Organización de Productores de Leche (OPL)

### Mitgliedschaft in Netzwerken
- ARC 2020 (Agricultural and Rural Convention)[6]

## Ziele und Positionen
Der Hauptzweck ist nach eigenen Angaben die Durchsetzung kostendeckender (höherer) Erlöse (Erzeugermilchpreise) für die an Verarbeitungsbetriebe abgelieferte Milch. Über die Berechnung der Produktionskosten in der Milcherzeugung wird die Höhe kostendeckender Preise ermittelt. 
Seit seiner Gründung 2006 hat das EMB den zum 1. April 2015 vollzogenen Ausstieg aus dem europäischen Milchquotensystem abgelehnt. Der Verband befürchtet den dauerhaften Einbruch der Milcherzeugerpreise und fordert die Einführung eines europäischen Kriseninstruments.
Als Unterzeichner der Mitteilung der ARC 2020-Plattform vom 17. November 2010 setzt das EMB sich für einen Paradigmenwechsel in der Gemeinsamen Agrarpolitik der Europäischen Union ein. Gefordert wird die Ausrichtung auf eine nachhaltige, diversifizierte Landwirtschaft und eine Renaissance der ländlichen Räume.
Der Verband spricht sich für den Abbruch der Verhandlungen über das Transatlantische Freihandelsabkommen zwischen der Europäischen Union und den USA aus.